# Izvoru Bârzii (gmina)
Izvoru Bârzii – gmina w Rumunii, w okręgu Mehedinți. Obejmuje miejscowości Balotești, Halânga, Izvoru Bârzii, Puținei, Răscolești, Schinteiești i Schitu Topolniței. W 2011 roku liczyła 2703 mieszkańców.